# Josef Wolfsthal
Josef Wolfsthal (né Josef Wolfthal à Vienne, Autriche, le 12 juin 1899 – mort à Berlin, Allemagne, le 3 février 1931) est un violoniste et un pédagogue autrichien.

## Biographie
Josef Wolfsthal est né à Vienne dans une famille de musiciens. Il était d'origine galicienne. Son père et son frère aîné Max (né en 1896) jouaient également du violon. Son père était un excellent professeur de violon, et a donné leurs premières leçons à ses fils. Il a également été le professeur de Sigmund Feuermann (1900-1952). À partir de l'âge de dix ans, Wolfsthal a étudié pendant six ans avec le célèbre professeur de violon hongrois Carl Flesch, et à l'âge de seize ans, il a commencé à se produire en public. Il a fait ses débuts le 7 avril 1916 avec l'Orchestre philharmonique de Berlin dirigé par Camillo Hildebrand (1876-1953). Il a joué le Concerto pour 2 violons en ré mineur, BWV 1043 de Johann Sebastian Bach avec son professeur Carl Flesch, qui l'a encouragé à acquérir une certaine expérience en tant que instrumentiste d'orchestre. C'est ainsi qu'il a participé à la création de Une vie de héros de Richard Strauss, et au premier enregistrement du Bourgeois Gentilhommee de Strauss d'après Molière, sous la direction du compositeur à Berlin.
Wolfsthal est allé ensuite à Brême, où il a succédé à Georg Kulenkampff (1898-1948) comme premier violon. Ensuite, il est allé à Stockholm pour revenir à Berlin en tant que premier violon de l'un des deux principaux orchestres de la capitale allemande dans la période de l'entre-deux-guerres, l'orchestre de l'opéra d'état de Berlin (l'autre orchestre étant l'Orchestre philharmonique de Berlin). Là il est devenu le protégé de Richard Strauss, qui a souvent dirigé cet orchestre. À l'âge de seulement vingt-six ans, il est devenu professeur de violon à l'Académie de Musique à Berlin. Parmi ses étudiants, on trouve Szymon Goldberg (1909-1993) et Marianne Liedtke, qui allait plus s'appeler Maria Lidka (en) (1914-2013) après avoir émigré au Royaume-Uni.

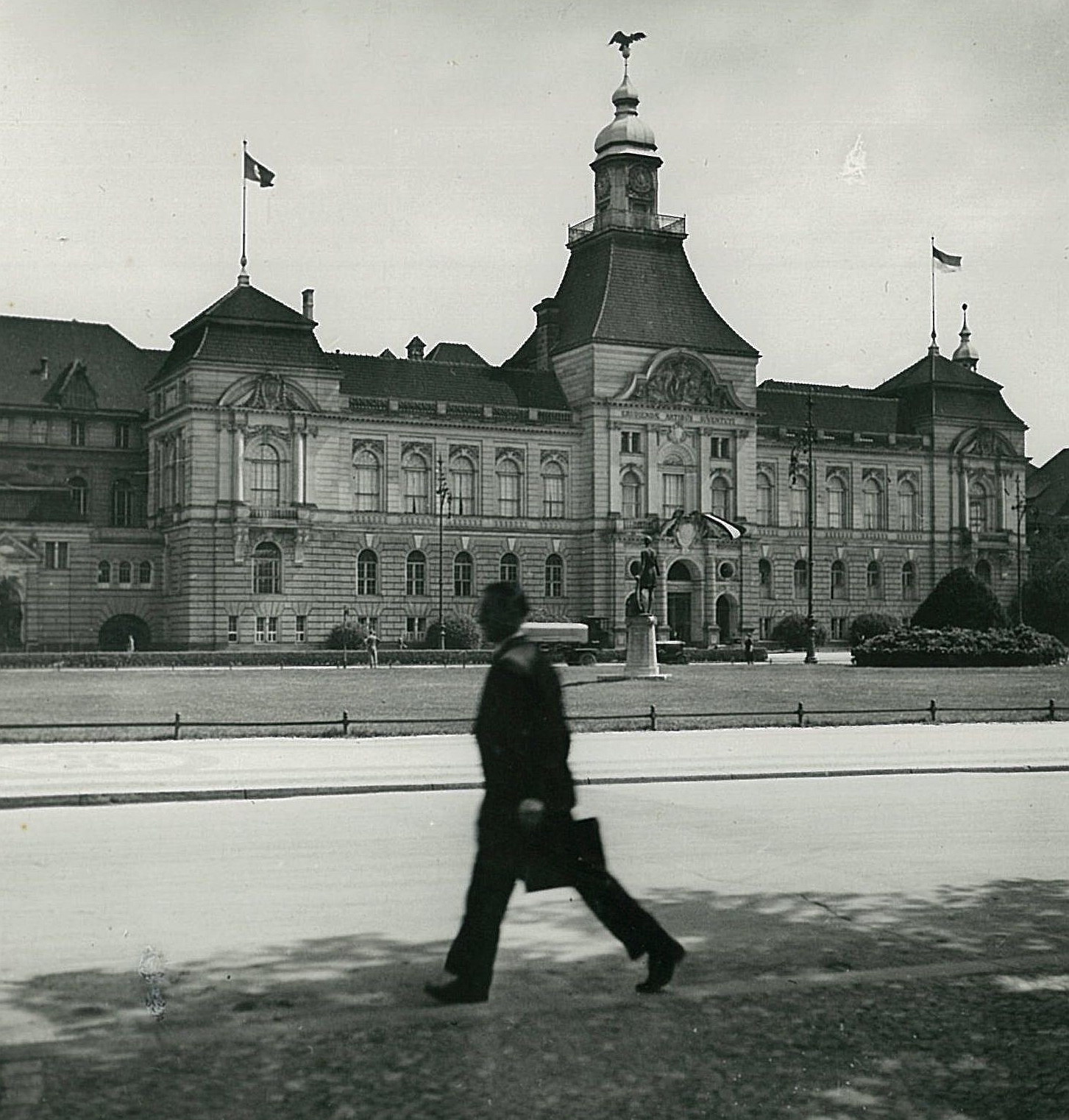
Académie de Musique à Berlin en 1928, où Wolfsthal a été professeur de 1926 à 1931

Wolfsthal a créé le Concerto pour violon de Karl Weigl en 1928. Il jouait dans un trio à cordes prestigieux avec Emmanuel Feuermann violoncelliste et le compositeur et altiste Paul Hindemith. Après sa mort, c'est son élève Szymon Goldberg qui a pris la succession.
Wolfsthal a fait quelques enregistrements dans les années 1920. On connaît de lui le premier enregistrement fait en 1925 du Concerto pour violon en ré majeur de Beethoven. En 1928, il est devenu chef adjoint de l'orchestre de l'Opéra Kroll de Berlin, qui était dirigé par Otto Klemperer. Là, il a pris part à la première de Kammermusik no 5, op. 36 no 4 d'Hindemith. Il a formé un trio avec le pianiste Leonid Kreutzer (en) et le violoncelliste Gregor Piatigorsky.
Il a épousé Olga, l'ex-épouse de George Szell, qui lui a donné une fille. Après avoir assisté à un enterrement à Berlin dans l'hiver 1930, il a attrapé froid. Après plusieurs semaines, son état s'est aggravé et une pneumonie l'a emporté alors qu'il avait seulement trente-et-un ans. Sa femme épousa plus tard le violoncelliste Benar Heifetz (1899-1974), frère aîné du célèbre violoniste Jascha Heifetz (1901-1987).

## Source de la traduction
- (en) Cet article est partiellement ou en totalité issu de l’article de Wikipédia en anglais intitulé « Josef Wolfsthal » (voir la liste des auteurs).